# Susannah Constantine
Susannah Constantine, född 3 juni 1962 i London i England, är en brittisk författare. Hon skriver om mode och är känd från programmet What Not to Wear och Trinny och Susannah Stilakuten med Trinny Woodall en Kanal 5.